# Zoltán Remák
Zoltán Remák (* 15. Januar 1977 in Košice) ist ein ehemaliger slowakischer Radrennfahrer.

## Werdegang
Remák begann seine Karriere 2005 bei dem Radsport-Team CK ZP Sport A.S. Podbrezova. In seinem ersten Jahr konnte er den Prolog bei der Ungarn-Rundfahrt für sich entscheiden. Außerdem wurde er Sechster beim Grand Prix Bradlo in seinem Heimatland. Seit 2006 fährt er für das ungarische Continental Team P-Nívó Betonexpressz 2000 Kft.se. Bei der Slowakei-Rundfahrt erreichte er in der Gesamtwertung Rang elf. In der gesamten Saison war er in seinem Team mit sieben Platzierungen unter den ersten 15 Teilnehmern erfolgreichster Fahrer. Bei der Straßen-Radweltmeisterschaft in Salzburg belegte Remak den 50. Rang beim Einzelzeitfahren. 2004 gewann er das renommierte ungarische Radrennen Grand Prix Cycliste de Gemenc.

## Erfolge
2003
- Gesamtsieger Tour de Hongrie

2004
- Gesamtsieger Tour de Hongrie

2005
- Prolog Ungarn-Rundfahrt

2007
- eine Etappe und Gesamtwertung International Paths of Victory Tour

## Teams
- 2005 CK ZP Sport A.S. Podbrezova
- 2006 P-Nívó Betonexpressz 2000 Kft.se
- 2007 P-Nívó Betonexpressz 2000 Kft.se
- 2008 Atlantis-Casino KSE